# Chełmża
Chełmża é um município da Polônia, na voivodia da Cujávia-Pomerânia e no condado de Toruń. Estende-se por uma área de 7,84 km², com 14 645 habitantes, segundo os censos de 2017, com uma densidade de 1868,0 hab/km².